# FileScope
FileScope es un cliente multired para intercambio de archivos escrito por Matt Zyzik, y es compatible con las redes Gnutella, Gnutella2, EDonkey2000 y OpenNap.

## Historia
El 18 de enero de 2005, FileScope se unió a SourceForge y lanzó su código bajo la licencia GPL. Desde esa fecha, el proyecto está buscando nuevos desarrolladores de software. No ha habido actividad notable en el proyecto durante el año pasado, pero nunca se ha cancelado oficialmente.

## Características
Como muchas de las aplicaciones P2P modernas, FileScope tiene soporte para el intercambio de archivos parcialmente descargados, swarming y verificación de descargas mediante hash para evitar información corrupta. Además cuenta con un chat para Gnutella2 y administración de biblioteca para archivos descargados y compartidos. Oficialmente, la aplicación es multiplataforma pero las versiones actuales solo son compatibles con Microsoft Windows.
En cuanto a la compatibilidad de redes, el programa es capaz de conectarse a las redes Gnutella, Gnutella2, EDonkey2000 y OpenNap y provee soporte para el modo Hub en Gnutella2 (código del proveedor "FSCP").